# Jerchel (Milower Land)
Jerchel ist ein Ortsteil der Gemeinde Milower Land im Landkreis Havelland in Brandenburg, (Deutschland).

## Geografie und Verkehrsanbindung
Das Dorf Jerchel liegt an der L 96, direkt an der nordwestlich verlaufenden Landesgrenze zu Sachsen-Anhalt. Nördlich fließt die Havel und verläuft die B 102.
Zum Ortsteil Jerchel gehören die Wohnplätze Ausbau Jerchel und Luisenhof.

## Geschichte
Im 16. Jahrhundert entstand auf dem Dorfanger eine Fachwerkkirche.
Am 30. September 1928 wurde der Gutsbezirk Jerchel und der Gutsbezirk Marquede mit der Landgemeinde Jerchel vereinigt.
Am 20. Juli 1950 wurde die bis dahin eigenständige Gemeinde Jerchel ohne die Ortsteile Marquede und Schäferei nach Nitzahn eingemeindet.
Am 1. Januar 1957 wurde der Ortsteil Jerchel wieder aus der Gemeinde Nitzahn ausgegliedert und entstand als politisch selbstständige Gemeinde neu. Die Kirche war in den 1970er Jahren in einem desolaten Zustand und wurde in den 1980er Jahren abgerissen.
Ende 2021 wurde mit dem Umzug einer Kapelle aus Kleinwudicke begonnen, deren neuer Standort in Jerchel die historischen Kirchenglocken des Ortsteils beherbergt. Das Bauwerk ist gleichermaßen eine Fahrrad- und Kulturkirche und sozialer und kultureller Treffpunkt des Dorfes. Im September 2023 wurde die Kirche am neuen Standort eingeweiht.

## Wappen
| | Blasonierung: „Geteilt von Rot und Gold, oben ein goldenes Schloss mit nach oben hin abgesetztem Dach, einem mittig über von schwarzem Geländer begrenzten Treppenstufen gewölbten schwarzen Eingang mit zwei nach außen geöffneten Flügeltüren, rechts und links davon je vier schwarze Fenster mit goldenen Fensterkreuzen, darüber je ein Sims. Unten ein roter Hahn mit silberner Bewehrung und Blesse auf einem Bein stehend, das andere angehoben.“ |
| Das Wappen wurde vom Heraldiker Jörg Mantzsch aus Magdeburg gestaltet und am 18. Dezember 2012 unter der Registratur 7 BR in die Deutsche Ortswappenrolle (DOWR) des HEROLD eingetragen und dokumentiert. Gestiftet wurde es vom Kulturverein Milower Land e. V., um es als Symbol der örtlich-lokalen Identität außerhalb von Amtshandlungen zu führen. | |

## Sehenswürdigkeiten
In der Liste der Baudenkmale in Milower Land sind für Jerchel zwei Baudenkmale aufgeführt:
- ein Ganzmeilenstein nordwestlich der Ortslage
- Das Gutshaus (Rotdornweg 3–3c, 5), ein eingeschossiger Bau mit einem Mansarddach, wurde 1772 erbaut. Der Vorgängerbau war abgebrannt.